# Pseudorthocladius cristagus
Pseudorthocladius cristagus is een muggensoort uit de familie van de dansmuggen (Chironomidae). De wetenschappelijke naam van de soort is voor het eerst geldig gepubliceerd in 2004 door Stur & Saether.